# Bruno Di Cola
Bruno Di Cola (Avezzano, 14 luglio 1950) è un ex arbitro di calcio italiano.

## Carriera
Inizia ad arbitrare nel 1970 nelle categorie minori abruzzesi e laziali.
Nel 1982 viene promosso alla C.A.N. per la direzione dei campionati di Serie C1 e C2.
L'esordio in Serie B avviene a Bologna il 14 settembre 1986, quando dirige, nella prima giornata di campionato, la partita Bologna-Catania (0-1). Nella serie cadetta arbitra 37 incontri fino al 1990.
In Serie A esordisce a Torino il 10 maggio 1987 nella partita Torino-Udinese (3-1). Nella massima serie dirige 27 incontri in cinque stagioni, durante le quali arbitra anche 17 partite di Coppa Italia, fra le quali Licata-Fiorentina (3-1) disputata il 23 agosto 1989. La sua carriera arbitrale si interrompe bruscamente a causa di un grave infortunio, che gli procura il distaccamento del tendine. La sua ultima direzione in Serie A fu al Meazza di Milano il 2 dicembre 1990: Milan-Lecce (1-0).

## Biografia
Svolgeva la professione di assicuratore.
Rimessosi dall'infortunio, è divenuto dirigente arbitrale. Dal 1992 al 1999 è stato vice presidente della CAN D e poi della CAN C. Nei primi anni del nuovo secolo è stato eletto presidente della sezione A.I.A. di Avezzano, sua città natale e sezione di direzione arbitrale.